# 周偉明
周偉明（Chau Wai Ming，1983年10月18日—），香港職業足球員，司職中場，現時效力香港乙組足球聯賽球隊屯門足球會。

## 球員生涯
周偉明原效力香港丙組(甲)足球聯賽球隊屯門足球會，2008年夏天，屯門足球會會長任煒雄借用石硤尾會籍，組成屯門普高參加香港甲組足球聯賽，周偉明加盟屯門普高，在甲組聯賽亮相，並成為球隊中場主力，更一度擔任球隊隊長一職。
屯門普高由於未能在2009年11月27日下午5時前，為其球員購買有效期至本年度球季結束的勞工保險，被香港足球總會取消參賽資格，周偉明亦被迫暫時退出球壇。
周偉明其後重返屯門足球會，並效力至今，11-12年度球季，帶領屯門足球會獲得丙組聯賽總亞軍，首次取得升上乙組資格。

## 假波疑雲
2009年3月31日，在旺角球場舉行屯門普高對愉園的甲組聯賽，屯門普高雖然先入一球，但卻在完場前7分鐘內連失四球，最終以1－5落敗。該仗擔任隊長的周偉明，在球隊輸到1－2時在球場中向場邊怒吼：「出聲呀，幾多球呀！換我出場呀！」。翌日，張天德在其網誌宣佈因難忍陣中4名國援未盡全力，體育精神不敵金錢而宣佈掛靴。另外兩名隊友蕭亮及梁志立，亦分別在網誌中表達對球隊表現的不滿，觸發假波疑雲。
周偉明事後解釋，當時說話用意只是想激勵，不要再像之前比賽中大敗，想不到引起外間誤會，被輿論質疑前言不對後語。

## 外部連結
- 香港足球總會網頁球員註冊資料 （页面存档备份，存于）